# ʿĪshī bilādī
L'inno nazionale degli Emirati Arabi Uniti, (in arabo: النشيد الوطني الإماراتي), è stato ufficialmente adottato come inno nazionale dopo la costituzione del paese nel 1971. L'inno è stato composto da Saad Abdel Wahab, che ha anche composto gli inni nazionali di altri stati arabi, tra cui quello della Libia. Il testo è stato scritto da Arif Al Sheikh Abdullah Al Hassan nel 1996.